# Xunyi Chengguanzhen (häradshuvudort i Kina, Shaanxi, lat 35,12, long 108,31)
Xunyi Chengguanzhen (kinesiska: 旬邑城关镇, 旬邑县) är en häradshuvudort i Kina. Den ligger i provinsen Shaanxi, i den nordvästra delen av landet, omkring 110 kilometer nordväst om provinshuvudstaden Xi'an. Antalet invånare är 261 566. Befolkningen består av 123 010 kvinnor och 138 556 män. Barn under 15 år utgör 16,0 %, vuxna 15-64 år 75 %, och äldre över 65 år 7,0 %.
Runt Xunyi Chengguanzhen är det ganska tätbefolkat, med 160 invånare per kvadratkilometer. Xunyi Chengguanzhen är det största samhället i trakten. Trakten runt Xunyi Chengguanzhen består till största delen av jordbruksmark.
Genomsnittlig årsnederbörd är 732 millimeter. Den regnigaste månaden är september, med i genomsnitt 155 mm nederbörd, och den torraste är december, med 3 mm nederbörd.